# Hannah Teterová
Hannah Teterová (* 27. ledna 1987 Belmont, Vermont, USA) je bývalá americká reprezentantka ve freestyle snowboardingu, olympijská vítězka z roku 2006.
Je nejmladší z pěti dětí, její rodiče i sourozenci se závodně věnují lyžování nebo snowboardingu. Hannah začala jezdit na snowboardu v osmi letech, v roce 2002 se stala juniorskou mistryní světa na U-rampě a v září téhož roku debutovala ve světovém poháru. V roce 2003 získala zlato na X Games a v roce 2005 obsadila třetí místo na mistrovství světa ve snowboardingu ve Whistleru. V roce 2006 vyhrála olympijský závod na U-rampě, na olympiádě 2010 skončila na druhém místě a v roce 2014 byla čtvrtá. Ve své kariéře také vyhrála šest závodů světového poháru, v celkovém pořadí skončila na čtvrtém místě v sezóně 2014/15.
Teterová účinkovala v dokumentárním filmu o historii snowboardingu Extrémní svahy (2005) a v roce 2010 pózovala spolu s dalšími americkými olympioničkami pro Sports Illustrated Swimsuit Issue. Je majitelkou firmy Hannah’s Gold, která vyrábí javorový sirup (typický vermontský produkt) a z výtěžku financuje dobročinné projekty v Africe. Působí rovněž jako vyslankyně propagující Speciální olympiády. Je vegetariánka a podporuje organizaci PETA.